# Comuni della Repubblica Ceca (I)
Questa pagina contiene l'elenco dei comuni cechi il cui nome inizia con la lettera I.
Per ciascun comune sono indicati il distretto e la regione d'appartenenza. I comuni che hanno lo status di città (město) sono indicati in grassetto.
| Comune                     | Distretto   | Regione             |
| -------------------------- | ----------- | ------------------- |
| Ivaň (Moravia meridionale) | Brno-venkov | Moravia meridionale |
| Ivaň (Olomouc)             | Prostějov   | Olomouc             |
| Ivančice                   | Brno-venkov | Moravia meridionale |
| Ivanovice na Hané          | Vyškov      | Moravia meridionale |